# Classe Indefatigable
La classe Indefatigable fu un gruppo di tre incrociatori da battaglia della Royal Navy. Fu essenzialmente una versione allungata della Invincible, con spazio aggiuntivo a metà nave per permettere alle torrette "P" e "Q" di far fuoco sia a sinistra sia a dritta.

## Progetto

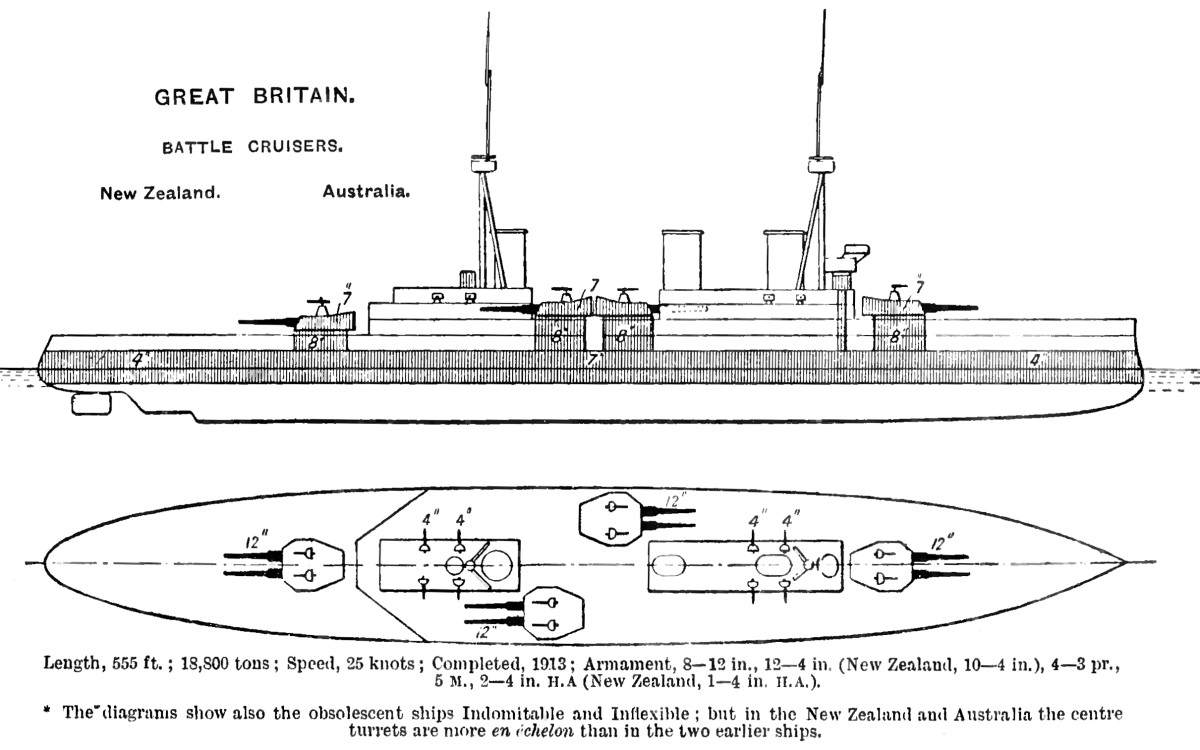
Il due viste qui riprodotto è preso dal Brassey's Naval Annual 1923
La disposizione illustrata in questo diagramma è in realtà quella della precedente Classe Invincible. Lo spessore della corazzatura era quello divulgato dall'Ammiragliato; lo spessore effettivo era in alcuni punti lo stesso di quanto annunciato, ma in molti punti inferiore.

Come versione allungata della classe Invincible, lo spazio aggiuntivo era collocato tra le due torri a mezzanave, in modo da permettere loro di fare fuoco su entrambi i lati, mentre in precedenza solo una torre per lato poteva essere utilizzata. Per limitare il peso aggiuntivo, venne ridotta la corazzatura in vari punti della nave.

## HMSIndefatigable
Alla sua entrata in servizio la HMS Indefatigable entrò a far parte del 1st Cruiser Squadron ("1º Squadrone incrociatori") che, nel gennaio 1913, venne rinominato 1st Battlecruiser Squadron ("1º Squadrone incrociatori da battaglia"). Nel dicembre 1913 venne trasferito nel Mar Mediterraneo dove servì nel 2nd Battlecruiser Squadron ("2º Squadrone incrociatori da battaglia") e nell'agosto 1914 prese parte alla caccia al Goeben e al Breslau. Il 3 novembre partecipò al bombardamento di Capo Helles. Dopo un periodo di manutenzione e miglioramento a Malta, si unì nel 1915 alla Grand Fleet a Scapa Flow.
Come parte del 2nd Battlecruiser Squadron al comando del capitano C. F. Sowerby partecipò alla battaglia dello Jutland del 31 maggio 1916, dove venne colpito dai proiettili da 280 mm della Von der Tann. Due proiettili colpirono la riserva della torre "X" a poppa, facendo esplodere le cariche di cordite e causando falle nello scafo che obbligarono la nave a rallentare e uscire di formazione con la poppa parzialmente allagata e completamente avvolta dal fumo. Così menomata fu centrata da altri colpi affondando rapidamente e portando con sé 1 017 uomini di equipaggio sui 1 019 imbarcati.
Il relitto della nave è stato localizzato definitivamente solo nel 2001 a 85 anni dal suo affondamento. Risultano tuttavia testimonianze di un precedente ritrovamento, risalente circa al 1958. Dallo stato del relitto, distrutto al punto da non essere riconoscibile come una nave, si è dedotto che la HMS Indefatigable non affondò solo per le falle a poppa ma che ci fu almeno un'altra grossa esplosione (probabilmente innescata dagli incendi o da altri colpi a bordo) che distrusse lo scafo e che giustifica anche l'alto numero di vittime tra l'equipaggio.
Risulta che il relitto sia stato più volte "visitato" da cercatori di souvenir o di materiali da recuperare, nonostante esso sia ufficialmente classificato come "cimitero di guerra".

## HMASAustralia
Entrato in servizio nel giugno del 1913, partecipò alla prima guerra mondiale con la Grand Fleet britannica, in particolare nel settore dell'oceano Indiano e del mare del Nord; dopo la guerra venne messo in riserva per i suoi alti costi di gestione fino al trattato navale di Washington, che ne segnò la fine definitiva e l'invio alla demolizione.
All'inizio del ventesimo secolo l'Ammiragliato britannico decise che la responsabilità della difesa dell'Impero britannico sul mare sarebbe stata unificata sotto la Royal Navy. Comunque i Dominion vennero incoraggiati ad acquistare anche singole unità di squadra che avrebbero servito in destinazioni lontane ma anche costituito il nucleo di una marina nazionale in tempo di pace.
La nave partecipò alla campagna di ricerca delle navi dello Squadrone tedesco dell'Asia orientale, incentrato sugli incrociatori corazzati SMS Scharnhost e SMS Gneisenau, ma il comando navale australiano esitò sempre nel rischiare l'unità in uno scontro diretto con tutto lo squadrone, e quindi tenne la nave sempre ben protetta, fino all'allontanamento dello squadrone verso l'Atlantico e alla sua distruzione nella battaglia delle Falkland. La nave venne poi inviata in Nord Atlantico in crociere di vigilanza e operazioni nel Mare del Nord, partecipando anche a esperimenti con gli aerei imbarcati tramite piattaforme di legno montate sulle torri principali con hangar di tela per riparare gli aerei. La nave mancò la battaglia dello Jutland perché in riparazione dopo una collisione con la nave gemella New Zealand. Alla fine della guerra, HMAS Australia venne descritta come "la meno obsolescente della sua classe".
Dopo il suo rientro in Australia la nave venne coinvolta in un ammutinamento a causa delle pessime condizioni di vita dell'equipaggio, dovute anche al fatto che la nave era progettata per i climi nordici e non possedeva una ventilazione adeguata ai climi tropicali, e della durissima disciplina a bordo. I tagli al bilancio successivi alla prima guerra mondiale ne segnarono il suo passaggio nella riserva e poi il suo disarmo. La nave venne affondata nel 1924 vicino a Sydney.